# Aillevillers-et-Lyaumont
Aillevillers-et-Lyaumont är en kommun i departementet Haute-Saône i regionen Bourgogne-Franche-Comté i östra Frankrike. Kommunen ligger i kantonen Saint-Loup-sur-Semouse som tillhör arrondissementet Lure. År 2022 hade Aillevillers-et-Lyaumont 1 440 invånare.

## Befolkningsutveckling
Antalet invånare i kommunen Aillevillers-et-Lyaumont
| Referens: INSEE |